# S/2003 J 10

S/2003 J 10 — нерегулярний супутник Юпітера. 

## Відкриття
Його було відкрито командою астрономів із Гавайського університету під керівництвом Скота Шепарда (англ. Scott S. Sheppard) в 2003 році, і тимчасово присвоєно ім'я S/2003 J 10, офіційного імені поки що йому не присвоєно.

## Фізична та орбітальні характеристики
Діаметр супутника становить приблизно 3 кілометра, повний оберт навколо орбіти Юпітера на середній відстані в 23 042 000 км за 716,28 днів з нахилом 164° до екліптики (166° до екватора Юпітера), рухається в зворотному напрямку з ексцентриситетом 0,4284°. Густина оцінюється приблизно в 2,6 г/см3. Можливо складається з силікатних порід. Дуже темна поверхня має альбедо 0,04. Зоряна величина становить 23,6m.
Він належить до групи Карме, що складається з нерегулярних ретроградних орбіті супутників, що обертаються навколо Юпітера на відстані в діапазоні між 22,9 до 24,1 гм від Юпітера; нахил орбіти між приблизно 164,9 до 165,5 градусів, ексцентриситет між 0,23 до 0,27